# Renningers, Pennsylvania
Renningers, Pennsylvania (енгл. Renningers) насељено је место без административног статуса у америчкој савезној држави Пенсилванија.

## Демографија
По попису из 2010. године број становника је 574, што је 194 (51,1%) становника више него 2000. године.
| Група             | 2000.       | 2010.       |
| Белци             | 376 (98,9%) | 518 (90,2%) |
| Афроамериканци    | 0 (0,0%)    | 5 (0,9%)    |
| Азијати           | 0 (0,0%)    | 27 (4,7%)   |
| Хиспаноамериканци | 3 (0,8%)    | 15 (2,6%)   |
| Укупно            | 380         | 574         |